# Mickael Seoudi
Mickael Seoudi (Rijsel, 28 januari 1986) is een Frans voetballer die bij voorkeur als middenvelder speelt. Hij verruilde in 2014 RWDM voor KSV Roeselare. Eerder speelde hij voor U.S. Maubeuge, RFC Tournai en Waasland Beveren.

## Carrière
Seoudi speelde zijn eerste wedstrijd in de Jupiler Pro League met Waasland-Beveren op 28 juli 2012 op het veld van Club Brugge, toen hij Jurgen Cavens verving. Zijn eerste doelpunt op het hoogste niveau scoorde hij op 6 oktober 2012. Het was de openingstreffer tegen AEC Bergen.
Seoudi tekende in 2014 een tweejarig contract bij KSV Roeselare.
| Seizoen | Club             | Land   | Competitie       | Wed. | Goals |
| ------- | ---------------- | ------ | ---------------- | ---- | ----- |
| 2007/08 | RFC Tournai      | België | Tweede Klasse    | 28   | 6     |
| 2008/09 | RFC Tournai      | België | Tweede Klasse    | 26   | 2     |
| 2008/09 | RFC Tournai      | België | Beker van België | 1    | 0     |
| 2009/10 | RFC Tournai      | België | Tweede Klasse    | 25   | 5     |
| 2010/11 | RFC Tournai      | België | Tweede Klasse    | 28   | 9     |
| 2010/11 | RFC Tournai      | België | Beker van België | 2    | 0     |
| 2011/12 | Waasland-Beveren | België | Tweede Klasse    | 35   | 14    |
| 2011/12 | Waasland-Beveren | België | Beker van België | 1    | 0     |
| 2012/13 | Waasland-Beveren | België | Eerste Klasse    | 12   | 1     |
| 2013/14 | Waasland-Beveren | België | Eerste Klasse    | 1    | 0     |
| 2013/14 | RWDM             | België | Tweede Klasse    | 30   | 4     |
| 2014/15 | KSV Roeselare    | België | Tweede Klasse    | 27   | 1     |
| Totaal  | Totaal           | Totaal | Totaal           | 189  | 41    |

Bijgewerkt op 14 mei 2014.